# Hong Cha-ok
Hong Cha-ok (차옥 홍, Gunwi-gun, 10 maart 1970) is een Zuid-Koreaans tafeltennisspeelster. Zij vormde samen met haar landgenote Hyun Jung-hwa en de Noord-Koreaanse speelsters Yu Sun-bok en Li Bun-hui in Chiba 1991 een verenigde Koreaanse ploeg die wereldkampioen werd in het toernooi voor landenploegen. Met Jung-hwa vormde ze een vrouwendubbel dat een jaar later brons won op de Olympische Zomerspelen 1992.

## Sportieve loopbaan
Cha-ok maakte haar internationale (senioren)debuut in 1987, toen ze actief was op zowel de wereldkampioenschappen in New Delhi als de Azië Cup in Seoel. Ze behaalde haar grootste succes door met een verenigde Koreaanse ploeg in 1991 wereldkampioen te worden in het ploegentoernooi voor vrouwen. In de finale versloegen de Koreaansen China, dat de titel sinds 1975 niet meer verloor (en op het eerstvolgende WK de orde herstelde). Tevens wonnen Cha-ok en Jung-wha in 1990 de eerste van de twee gehouden edities van de World Doubles Cup. Samen stonden ze twee jaar later opnieuw in de finale van dit evenement, maar verloren daarin hun titel aan Deng Yaping en Qiao Hong.
Cha-ok nam in 1992 voor de tweede keer deel aan de Olympische Spelen, waar zij en Jung-hwa hun zinnen hadden gezet op de titel voor vrouwendubbels. In de halve finale werd hen de pas afgesneden door de Chinese speelsters Chen Zihe en Gao Jun, die op dat moment de officiële wereldtitel in die discipline in hun bezit hadden. De Zuid-Koreaansen moesten zich daardoor tevreden stellen met olympisch brons.

## Erelijst
- Wereldkampioen landenploegen 1991 (met een verenigde Koreaanse ploeg), brons in 1993 (met Zuid-Korea)
- Brons vrouwendubbel op de Olympische Zomerspelen 1992 (met Hyun Jung-hwa)
- Winnares World Doubles Cup 1990, zilver in 1992 (beide met Hyun Jung-hwa)
- Zilver WTC-World Team Cup 1991, brons in 1990
- Winnares Aziatische Spelen 1990 (met Hyun Jung-hwa)
- Verliezend finaliste Aziatische kampioenschappen gemengd dubbelspel 1990 (met Yoo Nam-kyu)

- International Standard Name Identifier: 0000 0004 6848 2114
- Virtual International Authority File: 152154013729409191144